# Ludwig Leichhardt
Ludwig Leichhardt, de nombre completo Friedrich Wilhelm Ludwig Leichhardt (23 de octubre de 1813 en Tauche (Sabrodt), del estado federado de Brandeburgo, Alemania - probablemente fallecido en 1848 en Australia central) fue un botánico, zoólogo, explorador y geólogo alemán.
En 1842 Leichhardt viajó a Australia, donde realizó investigaciones en zoología, botánica y geología en el continente australiano entonces casi desconocido. Leichhardt es considerado el Humboldt de Australia.

## Primeros años
Ludwig nació el 23 de octubre de 1813 como el sexto de nueve hijos, siendo su padre Christian Hieronymus Matthias Leichhardt, y su madre Charlotte Leichardt (nacida Strählow). El padres se desempeñaba como inspector real de turba, esta se empleaba para calefacción o combustible en el cercano Berlín, a donde se trasladaba vía canales del Río Spree. Para las condiciones de la época la familia Leichhardt vivía relativamente bien.
Ludwig asistió a la escuela en Cottbus, donde obtuvo el bachillerato en el año de 1831, después continuaría con los estudios en Berlín. En 1833 continuó en la Universidad de Gotinga, en donde conoció a los hermanos William y John Nicholson, con quienes se fue a Inglaterra en 1837. Continuarían estancias de estudios de ciencias naturales en las universidades en Londres y París. En 1841 viajó a Australia para investigar este continente entonces todavía apenas conocido. En 1842 arriba a Sídney.

## Primera expedición

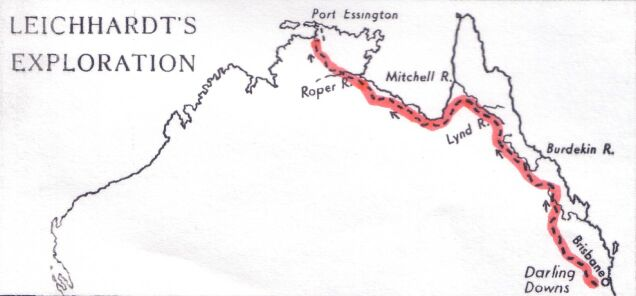
La 1.ª expedición de Leichhardt.

En su primera expedición viajó 4.800 km desde Jimbour (cerca de Brisbane) hacia el Territorio del Norte hasta Port Essington (cerca de Darwin). Leichhardt descubrió con ello la Ruta Norte-Este a través del continente. Sus descripciones exactas, típicas del carácter prusiano, escritas en el reporte de viaje Diario de un viaje continental en Australia de Bahía Moreton hacia Puerto Essington durante los años 1844 y 1845 (Tagebuch einer Landreise in Australien von Moreton-Bay nach Port Essington während der Jahre 1844 und 1845) ayudarían a aventureros y colonizadores a conquistar las tierras vírgenes. Leichhardt además descubrió en esta expedición enormes yacimientos de carbón y contribuyó al éxito económico del país. La publicación del diario fue rechazada en Inglaterra, por lo que fue publicado primeramente en idioma alemán en una editorial de Halle del Saale, en Sajonia-Anhalt, Alemania.

## Segunda expedición

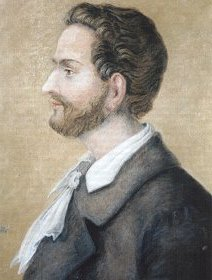
Ludwig Leichhardt en una imagen en el Museo Leichhardt en Trebatsch, Alemania.

En 1846, después de cinco meses, fracasó la segunda expedición de Leichhardt, con la que planeaba cruzar el continente australiano de este a oeste, una distancia en línea recta de más de 3500 kilómetros. El primer intento de la segunda expedición fracasó a unos 750 km al noroeste de Brisbane por aguaceros persistentes. Los expedicionarios padecieron de fiebre palúdica, mosquitos y gusanos que perforaban la piel, con la provisión de carne medio echada a perder causándoles problemas estomacales.
Tras recuperarse de la malaria, el 5 de abril de 1848 arriesgó el naturalista otro intento, apoyado por el comerciante John Mackay de Sídney, partiendo a caballo con otros cuatro europeos y dos guías aborígenes australianos del rancho ganadero McPherson, unos 400 km al noroeste de Brisbane, con el objetivo de encontrar una ruta continental hacia Perth. Leichhardt planeó la expedición pretendiendo primero explorar en dirección norte los ríos, y estudiar la flora y la fauna. Más tarde viraría hacia el sur para explorar el interior del continente y finalmente dirigirse hacia el río Swan. Entre sus víveres se encontraban 350 kg de harina, 50 kg de té, 45 kg de sal, 30 kg de tabaco, así como carne seca de res y 49 reses vivas. La carga era transportada por 20 burros, donde además se encontraban aparatos de medición, brújulas, una tienda de campaña y pólvora y munición para las armas.
En el segundo intento de la segunda expedición a pesar de que "las condiciones climatológicas eran favorables" y "las reses y los burros tenían un comportamiento pacífico", las condiciones eran difíciles, "miríadas de moscas son nuestro fastidio", escribió para un informe al periódico Sídney Morning Herald. Serían las últimas noticias que se tuvo de la expedición.
Desde entonces no se volvió a ver a los miembros de la expedición. El explorador australiano John McDouall Stuart afirmó haber encontrado al norte del Desierto de Simpson pisadas de hombre blanco, huellas de herradura de caballo y además una cabaña techada con hierba habitada por "originarios", aunque McDouall Stuart "nunca había visto "originarios australianos"" (según la periodista Ina Holst).
Aunque la muerte de los participantes de la expedición aún es un misterio, no hay ninguna evidencia de que Leichhardt y demás expedicionarios hayan muerto por ataques de aborígenes. Es más probable que se hayan perdido y muerto por deshidratación en el desierto interior.

## Búsqueda de Leichhardt
En 1852 partió una expedición de búsqueda de Leichhardt y demás expedicionarios bajo la dirección de Hovendon Heley. Esta encontró finalmente un campamento y un árbol marcado con una L sobre las letras XVA. En 1858 se inició otra búsqueda al mando de Augustus Gregory. Posteriormente muchos grupos se han hecho a la búsqueda de los expedicionarios, pero los restos de Leichhardt y demás expedicionarios están hasta hoy en día desaparecidos. La periodista Ina Holst lo describió como uno de los acertijos más grandes de la historia de los exploradores australianos.

## Obra
- ludwig Leichhardt, franz Braumann (eds.) El primer cruce de Australia 1844–1846.. Reeditado por sus diarios, siempre con introducción y prueba. Stuttgart 1983, ISBN 3-522-60230-7

- --------------------------, hans Damm. En el interior de Australia, el primer cruce de la Costa Norte de Brisbane

- --------------------------. Tagebuch einer Landreise in Australien von Moreton-Bay nach Port Essington während der Jahre 1844 und 1845

- --------------------------. Beiträge zur Geologie von Australien. Halle 1855 (ed. H. Girard)

- --------------------------. Dr. Ludwig Leichhardt's Briefe an seine Angehörigen. Ed. en nombre de la Sociedad Geográfica en Hamburgo con G. Neumeyer y Otto Leichhardt. Mit einem Anhang: G. Neumayer. Dr. Ludwig Leichhardt als Naturforscher und Entdeckungsreisender

- --------------------------, karl Helbig, hans j. Schlieben (eds.) Schicksal im australischen Busch. Vorstoß in das Herz eines Kontinents

- The letters of F. W. Ludwig Leichhardt, Collected and newly translated by M. Aurousseau. 3 vols. Cambridge, Univ. Press, 1968. The Hakluyt Soc. 2ª serie, N.º 133–135)

## Homenajes
Ludwig Leichhardt es conocido en el quinto continente como el Humboldt de Australia

### Eponimia
- Cadena montañosa Leichhardt Range
- Un distrito de la ciudad en el oeste interno de la ciudad de Sídney
- Un distrito de la ciudad de Brisbane
- Una cascada
- Una localidad en Victoria
- Una montaña en el Territorio del Norte
- Varios ríos y arroyos
- Una mina
- Una autopista
- Varias haciendas
- Un distrito electoral en Queensland
- Un club de fútbol, los Leichhardt Saints

Además muchas calles, negocios y salones comunitarios (community halls), en especial en el este de Australia, llevan su nombre. Hay un museo en su natal Trebatsch, Brandeburgo, Alemania dedicado a su vida.

En recuerdo a la época en que Leichhardt acudió a la escuela en Cottbus, Alemania se nombró a la preparatoria donde estudió Ludwig-Leichhardt-Gymnasium. En noviembre de 1999 se inauguró el edificio Laichhardt-Haus en el campus de la Universidad Técnica de Brandenburgo en Cottbus, que funciona como centro internacional de encuentros.
El premio nobel de literatura Patrick White escribió la novela “Voss” basado en la personalidad de Ludwig Leichhardt.
La banda norteamericana Manilla Road hace alusión a este personaje en el tema homónimo de su decimoquinto álbum titulado Mysterium.
- La abreviatura «Leichh.» se emplea para indicar a Ludwig Leichhardt como autoridad en la descripción y clasificación científica de los vegetales.[1]

## Abreviatura (zoología)
La abreviatura Leichhardt  se emplea para indicar a Ludwig Leichhardt como autoridad en la descripción y taxonomía en zoología.

## Literatura
- Catherine Drummond Cotton. Ludwig Leichhardt And The Great South Land. A&R, Sídney 1938

- Dietmar Felden. Durch den fünften Kontinent. Leben und Leistung Ludwig Leichhardts. Justus Perthes Verlag, 1996

- Hans Wilhelm Finger. Leichhardt. Die ganze Geschichte von F. W. Ludwig Leichhardt. Träumer, Forscher und Entdeckungsreisender in Australien. 1999

- -------------------. Das Unmögliche wagen - ein Australisches Epos. Múnich 2001

- H. Girard. Über die Kohlenlager von Newcastle am Hunter von Ludwig Leichhardt in Australien. Resumen en Beiträge zur Geologie von Australien. In: Zeitschrift der Deutschen Geologischen Gesellschaft. Vol. 1, Berlín 1849, pp. 44–52 + Taf.

- Heinz Haufe. Entdeckungsreisen in Australien - Ludwig Leichhardt - Ein Deutsches Forscherschicksal. Verlag der Nation, 1ª ed. Berlín 1972; 6ª ed. Berlín 1990, ISBN 3-373-00428-4

- Willey Keith. Strange Seeker. The Story of Ludwig Leichhardt. Macmillan Kenthurst 1966

- Christian Lenhardt. In Australien verschollen. Das Rätsel Ludwig Leichhardt. Burgholzhausen v. d. Höhe 1973

- Colin Roderick. Leichhardt, the dauntless explorer. Angus & Robertson, North Ryde (Sídney) 1988, ISBN 0-207-15171-7

- Patrick White. Voss. Rowohlt 1957 (Roman)

- Insa Holst. Das rätselhafte Verschwinden des deutschen Entdeckers. (Spiegel Online, 1 de enero de 2007 - gekürzte Fassung eines Beitrags von „GEO Epoche“, Heft 24)